# Hop-a-Long Cassidy
Pour plus de détails, voir Fiche technique et Distribution.
Hop-a-Long Cassidy est un western B réalisé par Howard Bretherton, sorti en 1935. C'est le premier film de la série mettant en vedette Hopalong Cassidy, interprété par William Boyd.

## Fiche technique
Sauf mention contraires, les données suivantes sont issues du site IMDb.
- Titre : Hop-a-Long Cassidy
- Réalisation : Howard Bretherton
- Scénario : Doris Schroeder d'après le roman de Clarence Mulford
- Producteur : Harry Sherman
- Photographie : Archie Stout
- Montage : Edward Schroeder
- Société de distribution : Paramount Pictures
- Budget : 85 000 $
- Pays : États-Unis
- Langue : Anglais
- Format : Noir et blanc – 35 mm – 1,33:1 – Mono
- Genre : Western B
- Durée : 60 minutes
- Date de sortie : 23 août 1935

## Distribution
- William Boyd : Hopalong Cassidy
- James Ellison : Johnny Nelson
- Paula Stone : Mary Meeker
- George Hayes : Uncle Ben VF Paul Ville
- Kenneth Thomson : Pecos Jack Anthony
- Frank McGlynn Jr. : Red Connors
- Charles Middleton : Buck Peters
- Robert Warwick : Jim Meeker
- Willie Fung : Salem
- Frank Campeau : Frisco
- Jim Mason : Tom Shaw
- Ted Adams : Hall
- Franklyn Farnum : Doc Riley